# Road Show
『Road Show』（ロード・ショー）は、松任谷由実（ユーミン）の36枚目のオリジナル・アルバム。2011年4月6日にEMIミュージック・ジャパンよりリリースされた（TOCT-27000）。

## 解説
自身の活動39年目に制作された36枚目のオリジナル・アルバム。オリジナル・アルバムとしては2009年4月に発表された『そしてもう一度夢見るだろう』以来2年ぶりとなる。
初回プレス盤はデジパックケース仕様で、全国ツアー『YUMI MATSUTOYA CONCERT TOUR 2011 Road Show』の公演チケット先行予約フライヤーが封入される。
なお、現在のところ、通常盤はレンタルでのみ流通している様子である。
本作の発売を記念し、丸の内においてイベント『ANNIVERSARY〜街角のI Love You〜』が4月1日から4月10日まで開催される予定だったが、東日本大震災の影響で中止となった。
Soup Stock Tokyoと連携し、「ルージュの伝言」をイメージした、鰹だしとビーツを使った温かいポタージュスープ「ユーミンスープ」が発売された。
これまでマスタリングは一貫してバーニー・グランドマンが担当してきたが、本作ではDoug SaxとSangwook “Sunny” Namが手がけている。
アートワークは信藤三雄、撮影はレスリー・キーが担当した。撮影は神奈川県厚木市のGALLUPで行われた。
本作の映画的な内容について松任谷は「書きながら、完全に（映像を）思い浮かべていましたね」と語り、これまでの作品より3D的な感覚がより出てきたともしている。

## 収録曲

### CD
| 全作詞・作曲: 松任谷由実。 |                                                             |            |            |                                        |      |
| #                          | タイトル                                                    | 作詞       | 作曲・編曲 | 編曲                                   | 時間 |
| 1.                         | 「ひとつの恋が終るとき -When One Love Story Ends-」         | 松任谷由実 | 松任谷由実 | 松任谷正隆                             | 5:20 |
| 2.                         | 「Mysterious Flower (Album Version)」                       | 松任谷由実 | 松任谷由実 | 松任谷正隆                             | 4:43 |
| 3.                         | 「I Love You」                                              | 松任谷由実 | 松任谷由実 | 松任谷正隆、Jerry Hey 、David Campbell | 5:01 |
| 4.                         | 「今すぐレイチェル -Right Now, Rachel-」                    | 松任谷由実 | 松任谷由実 | 松任谷正隆、David Campbell             | 3:50 |
| 5.                         | 「夏は過ぎてゆき -As the Summer Fades-」                    | 松任谷由実 | 松任谷由実 | 松任谷正隆、Jerry Hey、David Campbell  | 4:34 |
| 6.                         | 「太陽と黒いバラ -The Sun and the Black Rose」              | 松任谷由実 | 松任谷由実 | 松任谷正隆、Jerry Hey                  | 3:42 |
| 7.                         | 「コインの裏側 -The Tail Side of a Coin-」                  | 松任谷由実 | 松任谷由実 | 松任谷正隆、Jerry Hey、David Campbell  | 5:03 |
| 8.                         | 「夢を忘れたDreamer -A Dreamer Who Forgot To Dream-」       | 松任谷由実 | 松任谷由実 | 松任谷正隆                             | 4:37 |
| 9.                         | 「GIRL a go go」                                            | 松任谷由実 | 松任谷由実 | 松任谷正隆                             | 3:49 |
| 10.                        | 「バトンリレー -Baton Relay- (Album Version)」              | 松任谷由実 | 松任谷由実 | 松任谷正隆                             | 4:04 |
| 11.                        | 「ダンスのように抱き寄せたい -Love Dance- (Album Version)」 | 松任谷由実 | 松任谷由実 | 松任谷正隆                             | 4:59 |
| 合計時間:                  | 合計時間:                                                   | 合計時間:  | 49:42      |                                        |      |

### 楽曲解説
1. ひとつの恋が終るとき
  - NTTドコモの協力により、スマートフォン向けのポータルサイト「ドコモ・マーケット」より3D映像仕立てのミュージックビデオが配信された。
2. Mysterious Flower (Album Version)
  - ニンテンドー3DS専用ソフト、レベルファイブ発売の『レイトン教授と奇跡の仮面』主題歌[3]。また、松任谷由実本人をイメージしたキャラクター・「ユーミンキャラ」がゲーム中の街を歩きながら歌うミュージックビデオが作られた。なお、この「ユーミンキャラ」はゲーム内にも登場する。
3. I Love You
  - WWD「カルティエ銀座本店リニューアル記念『Happy Bridal Song』」テーマソング。映像はレスリー・キーが担当し、その映像をモチーフにしたミュージックビデオが作られ、木村佳乃、田中麗奈、水原希子と松任谷由実本人が出演した。
4. 今すぐレイチェル
  - ABC-MART「ホーキンス」CMソング[4]。CMには松任谷由実本人が出演。
5. 夏は過ぎてゆき
ロッカバラード調の失恋ソング。
6. 太陽と黒いバラ
オルケスタ・デ・ラ・ルスに提供した曲のカバー。
7. コインの裏側
松任谷由実本人がとても気に入っている曲である。
8. 夢を忘れたDreamer
2010年10月26日に夕陽評論家・俳優の油井昌由樹が運営するUstream番組『西麻布2丁目の窓[注釈 3]』において松任谷由実が出演し、本楽曲の仮タイトルが「深夜便に思いを乗せて」であることを明かしていた。
9. GIRL a go go
  - コーセー「グランデーヌ ルクサージュ」CMソング[4]。SURF&SNOW in Naeba Vol.31で初披露された。前出のUstream番組『西麻布2丁目の窓』では、本楽曲の仮タイトルが「難問だらけの勝ち残りクイズ」であることを明かしていた。
10. バトンリレー (Album Version)
  - 先行シングル曲。アルバム収録にあたり、リミックスして再収録されている。
  - 第一生命グループソング/TV-CMソング。
11. ダンスのように抱き寄せたい (Album Version)
  - 先行シングル曲。アルバム収録にあたり、リミックスして再収録されている。
  - 映画「RAILWAYS 49歳で電車の運転士になった男の物語」主題歌。映画の映像を素材にしたミュージックビデオも作成された。

## 参加ミュージシャン
- キーボード:松任谷正隆
- ドラム: 河村"カースケ"智康 （#1,#2,#7,#8,#10） / Vinnie Colaiuta （#3,#5,#6,#9,#11）
- ハイハット & シンバル: 河村"カースケ"智康 （#4）
- スティールパン: 田中美香 （#2）
- パーカッション: 浜口茂外也 （#1,#4,#7,#8,#10,#11） / Luis Conte （#3,#5,#6,#9）
- ベース: 美久月千晴 （#1,#2,#7,#8） / Neil Stubenhaus （#3-#6,#9,#11） / 松任谷正隆 （#10,#11）
- ギター: 鳥山雄司 （#1,#2,#4-#8） / 松任谷正隆 （#1-#8,#10,#11） / Dean Parks （#3,#9,#11）
- トランペット: 西村浩二, 菅坡雅彦 （#2） / Gary Grant, Chuck Findley （#3,#5-#7）
- トロンボーン: 村田陽一 （#2） / Bill Reichenbach （#3,#5-7）
- サクソフォーン: 山本拓夫 （#2） / Dan Higgins （#3,#5-#7）
- ヴァイオリン: Alyssa Park, Sara Parkins, Ken Yerke, Tammy Hatwan, Philip Vaiman, Sarah Thornblade, Susan Chatman, Norm Hughes, Vladimir Polimatidi （#3-#5,#7） / 栄田嘉彦, 小倉達夫, 元井信, 伊能修, 押鐘貴之, 吉田翔平, 桐山なぎさ, 矢野晴子, 藤家泉子 （#10,#11） / 伊藤佳奈子 （#10） / 入江茜 （#11）
- ヴィオラ: Karen Elaine, Jeanie Lim （#3-#5,#7） / 細川愛子, 渡部安見子 （#10,#11）
- チェロ: Steve Richards, Rudy Stein （#3-#5,#7） / 阿部雅士, 笠原綾乃 （#10,#11）
- コーラス: 松任谷由実